# Johann Hirtz
Johann von Hirtz († 1495 in Pavia), auch vom Hirtz, van Hirtz oder latinisiert de Cervo (vom Hirsch), war Jurist, Ratsherr und Bürgermeister der Stadt Köln.

## Familie
Johann Hirtz war der achte dieses Namens in einer Familie, die über fünf Generationen bis auf die Eheschließung zwischen Katharina de Cervo und des Kölner Bürgers Johann Niger (aus dem Schwarzwald?) um 1300 zurückgeht und zahlreiche Schöffen und Ratsherren stellte. Aufgrund des Namens Niger und zur Unterscheidung von anderen Kölner Familien mit dem Namen Hirtz wird diese Linie in der Koelhoffschen Chronik 1499 und in der Forschung auch Schwartz vom Hirtz genannt.
Johann VIII. war der Sohn von Ratsherr, Bürgermeister und Antoniusritter Everhard Hirtz († um 1475) und dessen Frau Elisabeth († nach 1486). Sein Onkel, der Hubertusritter Johann († um 1481), war ebenfalls Ratsherr und Bürgermeister.
Sein Bruder war der Ratsherr und Hubertusritter Everhard Hirtz († 1513), der mit seiner Frau Agnes zwei Töchter hatte und mit dem die männliche Linie ausstarb.

## Leben
Johann Hirtz immatrikulierte sich 1455 in Köln und studierte danach an den Universitäten in Orléans und in Pavia, wo er 1469 zum Doktor beider Rechte promoviert wurde. In Köln unterrichtete er zwischen 1472 und 1486 kanonisches Recht an der Universität und wurde zwischen 1484 und 1494 viermal zum Ratsherren und zweimal – 1488 und 1492 – zum Bürgermeister der Stadt gewählt.
Hirtz war mit dem Humanisten Arnold Heymerick bekannt, der ihm den dialogförmigen Bericht über die Schenkung einer Goldenen Rose von Papst Innozenz VIII. an Herzog Johann von Kleve widmete: „Viro maximo tum utriusque iuris cognicione tum eloquencia ac genere clarissimo magistro Ioanni de Cervo, alme civitatis Coloniensis magistratum gerenti.“
Johann Hirtz und seine Frau Margarete wohnten im Haus zum Gryn, Brückenstraße 8–10, das der Pfarrei St. Kolumba angehörte.
Hirtz verstarb 1495 auf einer Italienreise. Kurz zuvor hatten er und seine Ehefrau noch testamentarisch die neue Kapelle in St. Maria im Kapitol als ihren Bestattungsort festgehalten und eine Messstiftung über 50 Gulden getätigt.

## Stiftung in St. Maria im Kapitol

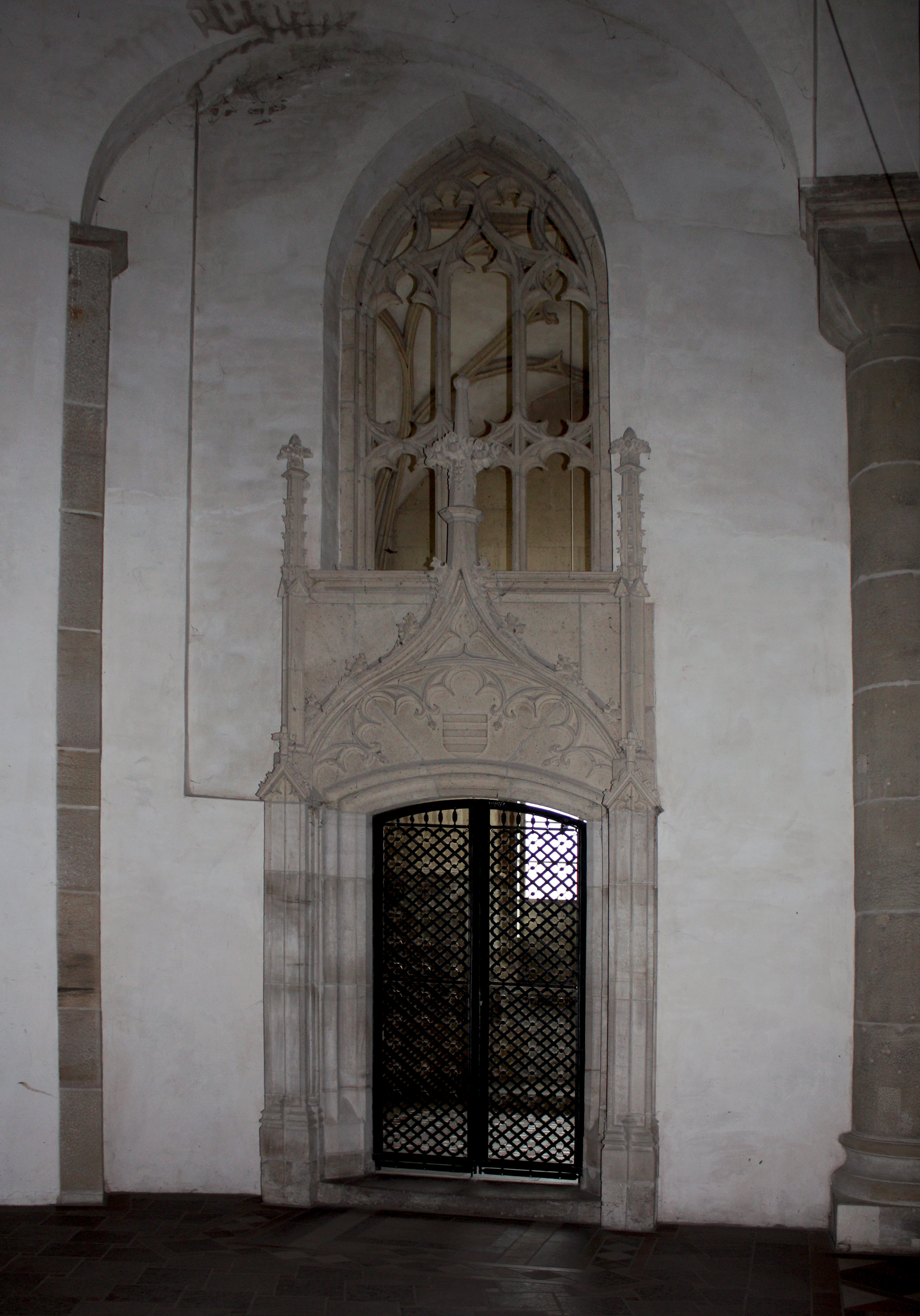
Hirtz-Kapelle (um 1493) in St. Maria im Kapitol

1493 stiftete Johann Hirtz – möglicherweise anstelle eines Vorgängerbaus – zwischen der Zwickelkapelle und der Nordkonche der Frauenstiftskirche St. Maria im Kapitol eine eigene Kapelle auf quadratischem Grundriss, die Johannes dem Täufer und Maria geweiht wurde. Aufgrund ihrer Lage bildet sie das Gegenstück zu der zuvor errichteten Salvator-Kapelle der Familie Hardenrath im Süden der Ostkonche. Auch Bauformen, Maße, Steinmaße und Fugenverlauf gleichen der Hardenrath-Kapelle, die sich auch dadurch als Vorbild zu erkennen gibt. Den einer eigenständigen Kirche gleichen Status der Hardenrath-Kapelle hat die Hirtz-Kapelle dabei nicht erreicht. Auch wurde die weitere Verwendung nach Abschluss des Baus in Form von Gottesdiensten nicht nur von der Familie Hirtz, sondern auch von weiteren Geldgebern, wie etwa Heinrich Jude, und aus der Stiftskasse finanziert. Architektonisch wird die Rangungleichheit auch dadurch sichtbar, dass die Hardenrath-Kapelle einen Dachreiter mit eigenem Geläut besaß. Ende des 18. Jahrhunderts bekam die Hirtz-Kapelle ein schlichtes Pyramidendach, doch sieht man bereits auf der Kölner Stadtansicht von 1531 von Anton Woensam die Unterschiede der Dächer.

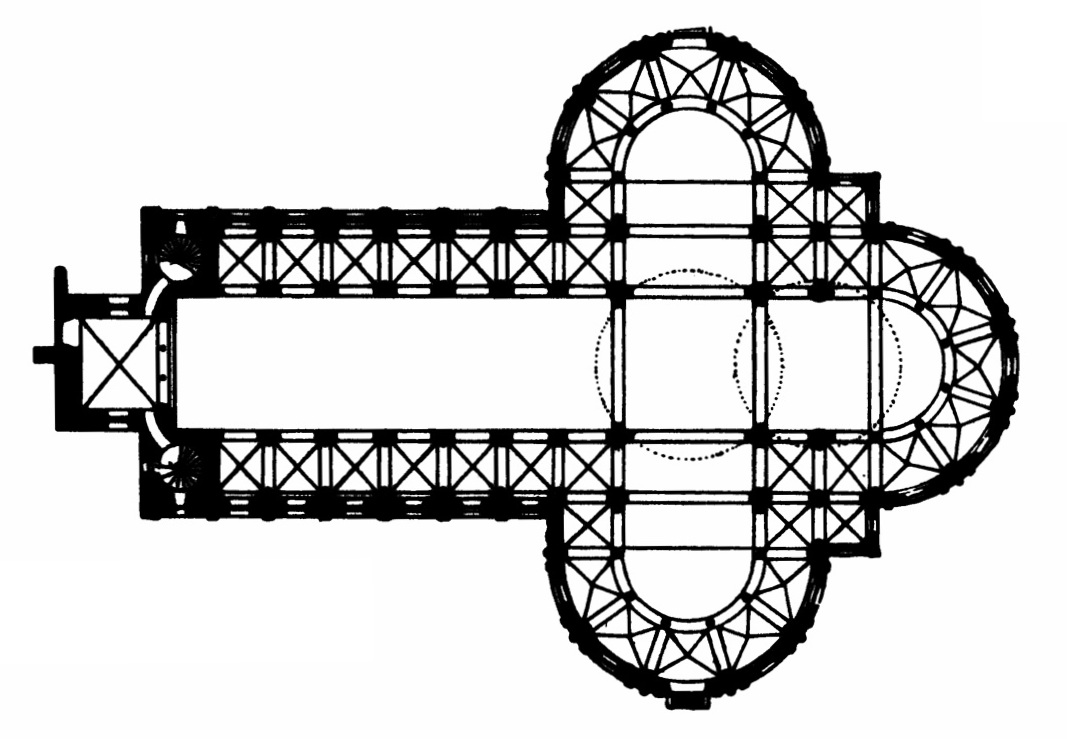
Grundriss St. Maria im Kapitol

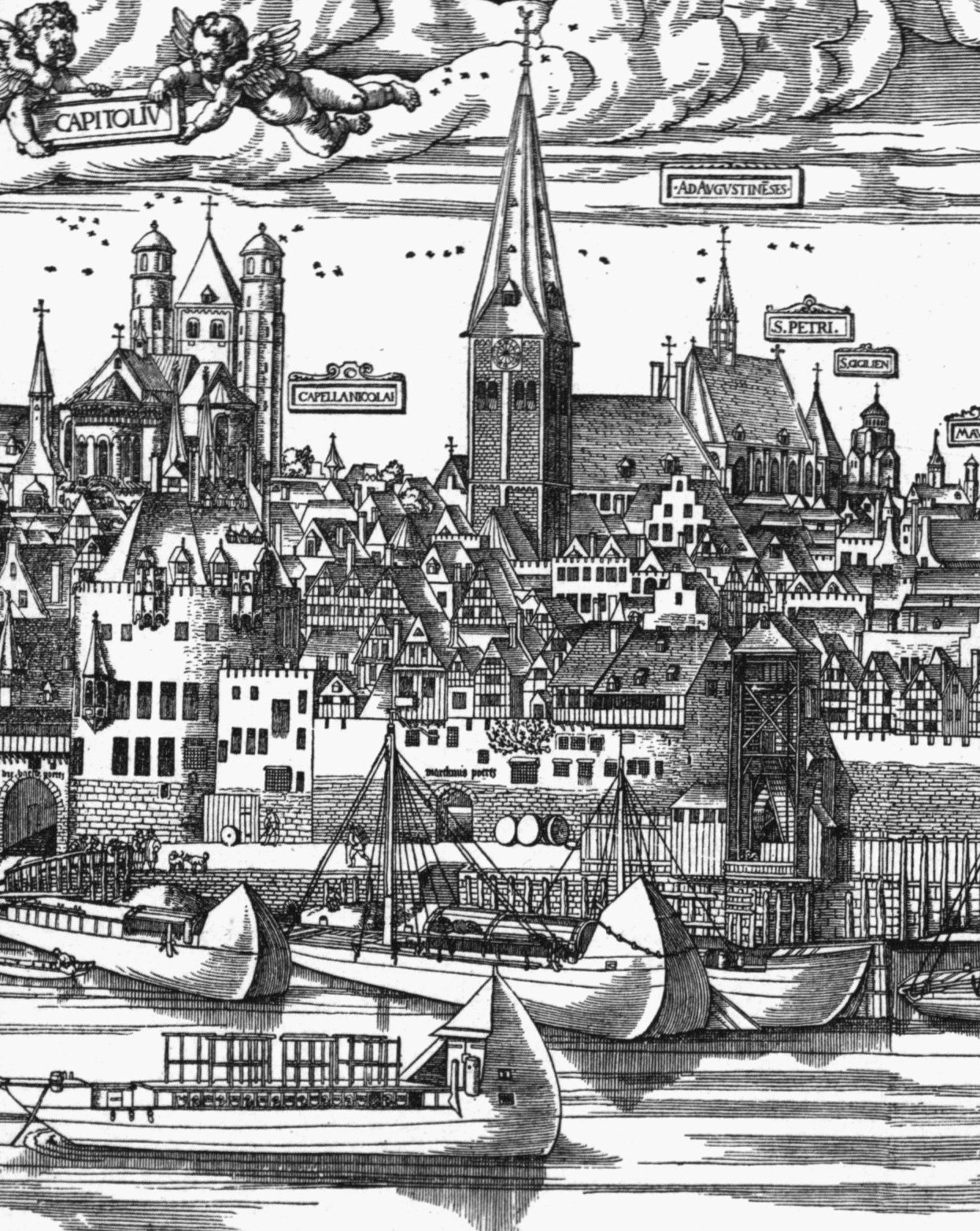
Anton Woensam: Kölner Stadtansicht von 1531 (Detail), links St. Maria im Kapitol

Das Portal der Hirtz-Kapelle wird seitlich von zwei Fialen begrenzt und von einem krabbenbesetzten Eselsrücken, der in einer einreihigen Kreuzblume endet, überfangen; das Feld unterhalb der Kielbögen zeigt das Stifterwappen. 
Bis zur Zerstörung im Zweiten Weltkrieg war die Kapelle mit einem Gestühl, das das Familienwappen trug, sowie Wand- und Glasmalereien ausgestattet. Die van-der-Goes-Kopie der Beweinung Christi (2. Hälfte 16. Jhd.), das Triptychon von Hans von Aachen mit Anna Selbdritt, Heiligen und dem Stifterpaar Therlaen (um 1600), die sich heute in der Hirtz-Kapelle befinden, und ein nachmittelalterliche Taufbecken stammen ursprünglich aus der nahe gelegenen Pfarrkirche Klein St. Martin.

## Quelle
- Johann Koelhoff: Cronica van der hilliger Stat van Coellen. Köln 1499 [Nachdruck 1972], Geschichtsquellen des deutschen Mittelalters.